# Malvastrum chillagoense
Malvastrum chillagoense är en malvaväxtart som beskrevs av Karel Domin. Malvastrum chillagoense ingår i släktet Malvastrum och familjen malvaväxter. Inga underarter finns listade i Catalogue of Life.